# Équipe d'Algérie masculine de handball aux Jeux olympiques d'été de 1980
Cet article relate le parcours de l'Équipe d'Algérie masculine de handball aux eux olympiques d'été de 1980 qui est disputé à Moscou du 20 au 30 juillet 1980. Il s'agit de la première participation de l'Algérie aux Jeux olympiques.

## Qualification
L'Algérie a terminé à la troisième place du championnat d'Afrique 1979. Après le boycott de la Tunisie et de l'Égypte, 2e, c'est l'Algérie, qui est finalement qualifiée pour la compétition.

## Résultats

### Phase de groupes
L'Algérie évolue dans le Groupe B
|   | Équipe           | Pts | J | G | N | P | Bp  | Bc  | Diff | Dép |
| - | ---------------- | --- | - | - | - | - | --- | --- | ---- | --- |
| 1 | Union soviétique | 8   | 5 | 4 | 0 | 1 | 134 | 75  | 59   | +2  |
| 2 | Roumanie         | 8   | 5 | 4 | 0 | 1 | 119 | 88  | 31   | +1  |
| 3 | Yougoslavie      | 8   | 5 | 4 | 0 | 1 | 132 | 92  | 40   | -3  |
| 4 | Suisse           | 4   | 5 | 2 | 0 | 3 | 110 | 98  | 12   | /   |
| 5 | Algérie          | 2   | 5 | 1 | 0 | 4 | 94  | 124 | -30  | /   |
| 6 | Koweït           | 0   | 5 | 0 | 0 | 5 | 64  | 176 | -112 | /   |

- Qualification pour la finale.
- Qualification pour le match pour la 3e place.
- Matchs de classements pour la 5e à la 12e place.

| 20 juillet 1980 17h00 | Yougoslavie | 22 – 18 | Algérie             | Palais des sports du Dinamo (en), Moscou Arbitrage : |
| 20 juillet 1980 17h00 | Jovović 6   | (12–10) | Djeffal, Bouzerar 4 | Palais des sports du Dinamo (en), Moscou Arbitrage : |
| 20 juillet 1980 17h00 | ×3          |         | ×4                  | Palais des sports du Dinamo (en), Moscou Arbitrage : |

| 22 juillet 1980 17h00 | Roumanie        | 26 – 18 | Algérie    | Palais des sports Sokolniki, Moscou Arbitrage : |
| 22 juillet 1980 17h00 | Vasile Stîngă 7 | (14–7)  | Djeffal 10 | Palais des sports Sokolniki, Moscou Arbitrage : |
| 22 juillet 1980 17h00 | ×1              |         | ×2         | Palais des sports Sokolniki, Moscou Arbitrage : |

| 24 juillet 1980 18h30 | Union soviétique    | 33 – 10 | Algérie   | Palais des sports du Dinamo (en), Moscou Arbitrage : |
| 24 juillet 1980 18h30 | Zhouk, Fedioukine 6 | (16–3)  | Hamiche 3 | Palais des sports du Dinamo (en), Moscou Arbitrage : |
| 24 juillet 1980 18h30 | ×2 ×7 ×1            |         | ×4        | Palais des sports du Dinamo (en), Moscou Arbitrage : |

| 26 juillet 1980 17h00 | Suisse    | 26 – 18 | Algérie    | Palais des sports Sokolniki, Moscou Arbitrage : |
| 26 juillet 1980 17h00 | Züllig 11 | (11–7)  | Bouzerar 5 | Palais des sports Sokolniki, Moscou Arbitrage : |
| 26 juillet 1980 17h00 | ×2 ×6     |         | ×1 ×3      | Palais des sports Sokolniki, Moscou Arbitrage : |

| 28 juillet 1980 17h00 | Algérie   | 30 – 17 | Koweït             | Palais des sports du Dinamo (en), Moscou Arbitrage : |
| 28 juillet 1980 17h00 | Djeffal 7 | (11–14) | Musa'ed Al-Randi 4 | Palais des sports du Dinamo (en), Moscou Arbitrage : |
| 28 juillet 1980 17h00 |           | ×3      |                    | Palais des sports du Dinamo (en), Moscou Arbitrage : |

### Matchs de classement
| 30 juillet 1980 17h00 | Danemark          | 28 – 20 | Algérie   | Palais des sports du Dinamo (en), Moscou Arbitrage : |
| 30 juillet 1980 17h00 | Bjarne Jeppesen 8 | (15–9)  | Djeffal 6 | Palais des sports du Dinamo (en), Moscou Arbitrage : |
| 30 juillet 1980 17h00 | ×2 ×4             |         | ×1 ×2     | Palais des sports du Dinamo (en), Moscou Arbitrage : |

## Effectif
| Sélectionneur | Sélectionneur       | Aziz Derouaz          | Aziz Derouaz   | Aziz Derouaz   |
| N°            | Nom                 | Date de naissance     | Taille / Poids | Club           |
|               |                     |                       |                |                |
| 4             | Omar Azeb           | 7 juillet 1960        | 1,82 m / 85 kg | MP Alger       |
| 10            | Abdelkrim Bendjemil | 5 décembre 1959       | 1,90 m / 80 kg | MP Oran        |
| 8             | Mouloud Mokhnache   | 1955 (environ 25 ans) | 1,80 m / 78 kg | Nadit Alger    |
| 14            | Rachid Mokrani      | 7 juin 1960           | 1,80 m / 78 kg | MP Alger       |
| 5             | Ali Akacha          | 23 février 1954       | 1,85 m / 80 kg | DNC Alger      |
| 12            | Abdelatif Bakir     | 18 mai 1957           | 1,80 m / 78 kg | MP Alger       |
| 11            | Abdelatif Bergheul  | inconnu               | inconnu        | MP Alger       |
| 3             | Azeddine Bouzerar   | 7 juillet 1953        | 1,80 m / 78 kg | DNC Alger      |
| 6             | Ahcene Djeffal      | 12 décembre 1952      | 1,73 m / 88 kg | DNC Alger      |
| 1             | Ahmed Farfar        | 7 janvier 1953        | 1,88 m / 80 kg | DNC Alger      |
| 2             | Abdelkrim Hamiche   | 29 septembre 1958     | 1,82 m, 84 kg  | MP Alger       |
| 7             | Kamel Hebri         | 1957                  | 1,76 m / 72 kg | DNC Alger      |
| 16            | Mohamed Machou      | 25 juin 1958          | 1,81 m / 77kg  | MA Hussein Dey |
| 9             | Abdelmadjid Slimani | 5 avril 1959          | 1,80 m / 78 kg | MP Alger       |

## Statistiques et récompenses

### Statistiques des joueurs
| Joueur              | Poule | Poule | Poule | Poule | Poule | Poule | Total |
| ------------------- | ----- | ----- | ----- | ----- | ----- | ----- | ----- |
| Joueur              |       |       |       |       |       |       | Total |
| Ahcen Djeffal       | 4     | 10    | 2     | 4     | 7     | 6     | 33    |
| Azzedine Bouzerar   | 4     | 2     | 1     | 5     | 4     | 4     | 20    |
| Abdelkrim Hamiche   | 1     | 1     | 3     | 3     | 4     | 1     | 13    |
| Abdelkrim Bendjemil | 0     | 0     | 1     | 1     | 5     | 3     | 10    |
| Abdelatif Bergheul  | 0     | 1     | 1     | 1     | 1     | 2     | 6     |
| Ali Akacha          | 0     | 0     | 0     | 0     | 5     | 1     | 6     |
| Omar Azeb           | 1     | 1     | 1     | 2     | 0     | 1     | 6     |
| Kamel Hebri         | 2     | 0     |       |       |       | 0     | 2     |
| Rachid Mokrani      | 0     | 0     | 0     | 0     |       | 1     | 1     |
| Abdelmadjid Slimani |       | 0     | 1     | 0     |       |       | 1     |
| TOTAL               | 18    | 18    | 10    | 18    | 30    | 20    | 114   |

## Navigation